# Biserica de lemn „Sfântul Nicolae” din Cetireni
Biserica de lemn „Sf. Nicolae” este o biserică amplasată în Cetireni, raionul Ungheni, Republica Moldova. Este un monument arhitectural de importanță națională inclus în Registrul monumentelor Republicii Moldova ocrotite de stat cu nr. 1603 (raionul Ungheni). Datează din 1858.